# Манза (бухта)
Манза — бухта у побережья Танзании, в 16 километрах севернее города Танга.

## История

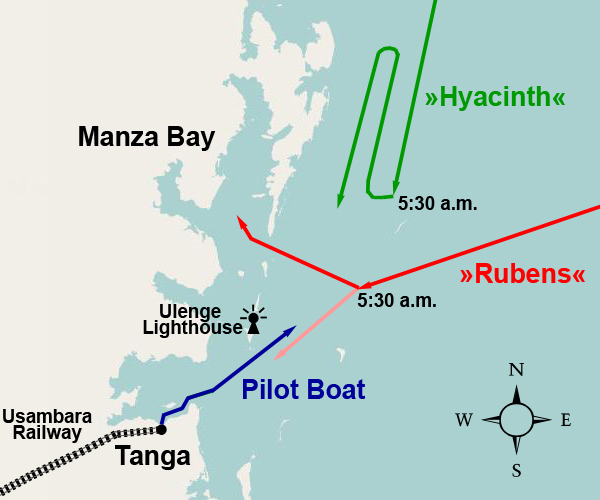
Апрель 1915: гибель «Кронберга»

Во время Первой мировой войны немецкий корабль «Кронберг» (захваченный ранее британский торговец «Рубенс») пробивавшийся с припасами на помощь лёгкому крейсеру «Кёнинсберг» был затоплен в данном районе британским военным кораблём «Гиацинт».
Во время Второй мировой войны Королевский военно-морской флот Великобритании держал здесь противолодочные индикаторные петли для защиты побережья от немецких и японских подлодок.